# 金腰箭属
金腰箭属（学名：Synedrella）是菊科下的一个属，为一年生草本植物。该属共有2种，分布于热带美洲。
属名Synedrella源于希腊语syn（联合）和hedra（坐位）的合成词。

## 物种
本属包括以下物种：
- Synedrella nodiflora (L.) Gaertn.
- Synedrella nodiflora Linnaeus, 1755